# Sprinter/ARIA
《sprinter/ARIA》是Kalafina的第2張單曲。於2008年7月30日由SME Records發行。電視廣告的旁述為聲優高垣彩陽。

## 收錄曲

### 通常盤
1. sprinter
作詞・作曲・編曲：梶浦由記
劇場版動畫《空之境界 第五章 矛盾螺旋》片尾主題歌。
2. ARIA
作詞・作曲・編曲：梶浦由記
劇場版動畫《空之境界 第四章 伽藍之洞》片尾主題歌。
3. oblivious -Instrumental-
作曲・編曲：梶浦由記
劇場版動畫《空之境界 第一章 俯瞰風景》片尾主題歌，亦是第1張單曲內《oblivious》的純音樂版本。

### 初回生産限定盤
初回生産限定盤（SECL-669～SECL-670）與通常版同時發行。除上述的單曲外另附有包含下列影像的DVD：
1. sprinter (Music Video)
2. oblivious ~ufotable EDIT~

## 相關項目
- 空之境界
- TYPE-MOON

## 資料來源
1. ↑  .   [2018-02-09]. （原始内容存档于2018-02-10）.
2. ↑  .   [2018-02-09]. （原始内容存档于2012-02-10）.
3. ↑  . 2008-07-02  [2018-02-09]. （原始内容存档于2019-02-18）.

## 外部連結
- （日語）Kalafina 官方網站（页面存档备份，存于）